# Червоний Жовтень (Одинцовський район)
Червоний Жовтень (рос. Красный Октябрь) — селище у Одинцовському районі Московської області Російської Федерації.

## Розташування
Селище Червоний Жовтень входить до складу міського поселення Одинцово, воно розташовано на захід від Одинцова. Найближчі населені пункти Акулово, Дубки. Найближча залізнична станція Одинцово.

## Населення
Станом на 2010 рік у селі проживало 2 людей.